# Terremoto delle Isole Aleutine del 1946
La notte del 1º aprile 1946 occorse un grande terremoto alle isole Aleutine, arcipelago dell'Alaska, zona altamente sismica. Avvenuto poco al largo delle isole, il sisma fu violentissimo; a causa dell'assenza di strumentazione precisa, non fu possibile misurare la sua esatta magnitudo, che da rilevamenti indiretti e considerazioni successive si attesterebbe sugli 8,5 o 9 gradi della scala Richter, il che lo renderebbe uno dei terremoti più violenti mai occorsi in epoca storica.
Il terremoto originò un enorme tsunami che colpì tutte le coste dell'oceano Pacifico settentrionale e orientale. I danni peggiori si ebbero sulle stesse Aleutine, dove il faro di Scotch Cap, sito poco lontano dall'epicentro, fu completamente spazzato via assieme ai suoi guardiani, e nelle Hawaii, dove alcune ore più tardi si registrarono centinaia di morti e dispersi a causa delle onde anomale che investirono le isole, devastando in particolare la città di Hilo. Lo tsunami investì anche Nordamerica, Sudamerica, Polinesia e Micronesia, ma con un impatto assai minore data la sua progressiva dispersione di energia.

## Terremoto

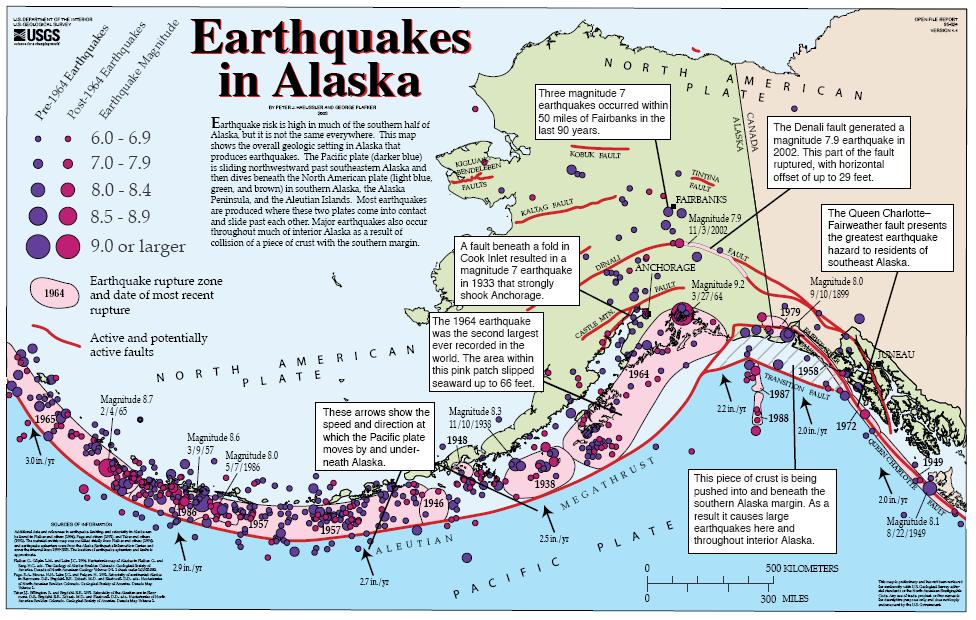
A causa della presenza della fossa delle Aleutine, le isole sono soggette a un estremo rischio sismico; nella mappa i pallini rappresentano i terremoti registrati nell'area durante il XX secolo

Durante la notte del 1º aprile 1946 sulla fossa delle Aleutine si scatenarono improvvisamente una serie di violente scosse, la principale delle quali accadde poco dopo le 2 di notte a 15 km a sud dell'arcipelago. Il sisma fu talmente potente da essere rilevato da sismografi geograficamente lontanissimi, come quello di Pasadena in California, a migliaia di chilometri di distanza, che diedero rilevazioni compatibili con una magnitudo compresa tra 7,1 e 7,4 gradi Richter. Data la scarsa popolazione presente sulle isole, solo i locali villaggi di aleuti sperimentarono le scosse, che in seguito descrissero come ben definite e prolungate.
L'unica struttura della zona fornita di un sismografo era il vicino faro di Scotch Cap, ma la completa distruzione della struttura a seguito dello tsunami conseguente il terremoto fece perdere irrimediabilmente i rilevamenti diretti di esso. Per determinare la potenza del sisma, i sismologi dovettero quindi basarsi sui rilevamenti indiretti ottenuti dai sismografi dell'entroterra americano.
Trattandosi comunque di rilevamenti compiuti a distanze di centinaia o anche migliaia di chilometri, il rischio di errori della stima era notevole. La potenza del sisma fu comunque determinata essere tra gli 8,5 e i 9 gradi Richter, con 8,6 considerato il valore più attendibile. Non è quindi possibile stabilire l'effettiva forza del terremoto delle Aleutine, ma anche in assenza di un dato preciso viene comunque considerato uno dei sismi più violenti mai registrati della storia.

## Tsunami

### Formazione
Il terremoto, che nell'immediato provocò pochi danni per la bassisima densità abitativa delle Aleutine, causò tuttavia enormi tsunami, che in pochi minuti si propagarono in tutte le direzioni, raggiungendo spaventose altezze anche superiori ai 40 m. Per lungo tempo i sismologi non riuscirono a spiegarsi come il terremoto, inizialmente sottostimato a poco più di 7 gradi Richter, avesse potuto generale un'onda anomala così potente.
Grazie anche alle testimonianze successive, è stato ipotizzato che il terremoto delle Aleutine consistette di vibrazioni più lente e sostenute rispetto alla norma, che rilasciarono la propria energia in maniera meno improvvisa e più graduale, favorendo quindi la formazione di onde anomale più imponenti. Un'altra teoria vorrebbe che il terremoto avesse provocato un'enorme frana sottomarina, che avrebbe quindi generato l'onda anomala; tuttavia il fronte della supposta frana, stimato in almeno 20km per spiegare uno tsunami così grande e violento, non è ancora stato individuato da rilevamenti sottomarini.

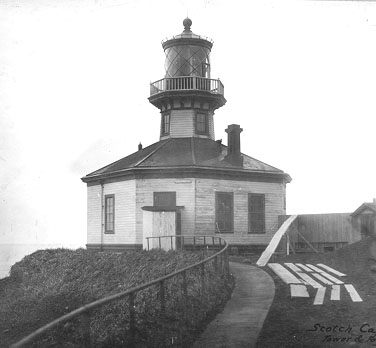
Il faro di Scotch Cap sull'isola di Unimak, spazzato via dallo tsunami

### Prime vittime: Scotch Cap e le Aleutine
La prima località colpita dall'onda anomala fu l'isola di Unimak, vicinissima all'epicentro del terremoto; sull'isola si trovava il faro di Scotch Cap, base dell'esercito americano e allora presidiato da cinque marinai. Il faro, pur posto in posizione assai sopraelevata, fu completamente sommerso e distrutto dall'onda, che colpì Unimak circa 40 minuti dopo il terremoto, uccidendo i cinque guardiani allora residenti. La distruzione di Scotch Cap fu determinante per gli eventi successivi, poiché la postazione era l'unica della zona in grado di dare l'allarme via radio per eventuali terremoti e conseguenti onde anomale.
L'impatto con le Aleutine, e soprattutto con le parti più esterne dell'arcipelago, riuscì comunque a smorzare di molto la violenza dello tsunami, che quindi produsse effetti trascurabili sul resto dell'Alaska. Danni più ingenti ci furono sul resto della West Coast fino in California, dove la Half Moon Bay fu inondata e dove una persona annegò a Santa Cruz; soprattutto nelle città costiere degli Stati di Washington e Oregon si registrarono danni a barche e infrastrutture, causate da onde anomale tra i 2 e i 3 m.

### Devastazione delle Hawaii
Mentre alcune ondate si erano dirette a nord e ad est colpendo la massa continentale americana, altre si diressero ad ovest e a sud, puntando dritte contro le isole Hawaii. Nonostante l'enorme distanza (4000 km) che le separava dall'arcipelago polinesiano, le onde anomale viaggiavano a circa 750 km/h, ed entro le ore 6.30 divennero visibili dalle coste hawaiane.
Gli effetti delle onde anomale furono diseguali, e non in tutte le Hawaii colpirono con la stessa violenza. In alcuni punti si registrò il classico ritiro improvviso delle acque dalla costa subito prima del frangimento dello tsunami, mentre in altri invece no, col risultato che molti residenti della costa non si accorsero del pericolo se non subito prima che esso li investisse. Inoltre anche lo shoaling, ovvero il vertiginoso innalzamento dell'onda anomala una volta in prossimità della costa, si verificò solo in maniera frammentaria, e in alcune località l'onda fu percepita come un anomalo aumento della marea, da alcuni testimoni definito addirittura "gentile".
I litorali hawaiani furono comunque devastati. Lo tsunami in molti punti si abbatté sulla costa con 7 o anche 8 ondate consecutive, che risalirono nell'entroterra fino ad alcune centinaia di metri (nei letti dei fiumi spingendosi anche fino al chilometro); spesso l'onda più distruttiva non si rivelò la prima, ma la terza o la quarta della serie, che favorita dai moti ondosi precedenti e spinta da quelli successivi possedeva una forza proporzionalmente maggiore e assai più devastante, capace di travolgere e spazzare via infrastrutture, strade, edifici, mezzi di trasporto, persone e animali. Il picco dell'onda, circa 16 m, si registrò a Pololu, sull'isola di Hawaii, la più orientale e quindi esposta dell'arcipelago. Sempre ad Hawaii, la città di Hilo fu la località più danneggiata: colpita direttamente dall'onda, buona parte della città fu rasa al suolo e vi si registrarono 96 tra vittime e dispersi.
Le onde anomale colpirono le isole poco dopo l'alba, permettendo a molti residenti di scorgerle in lontananza e fuggire dalle città costiere verso l'interno sopraelevato. In totale alle Hawaii si registrarono 159 vittime, con mezzo migliaio di case distrutte e 25 milioni di dollari di danni.

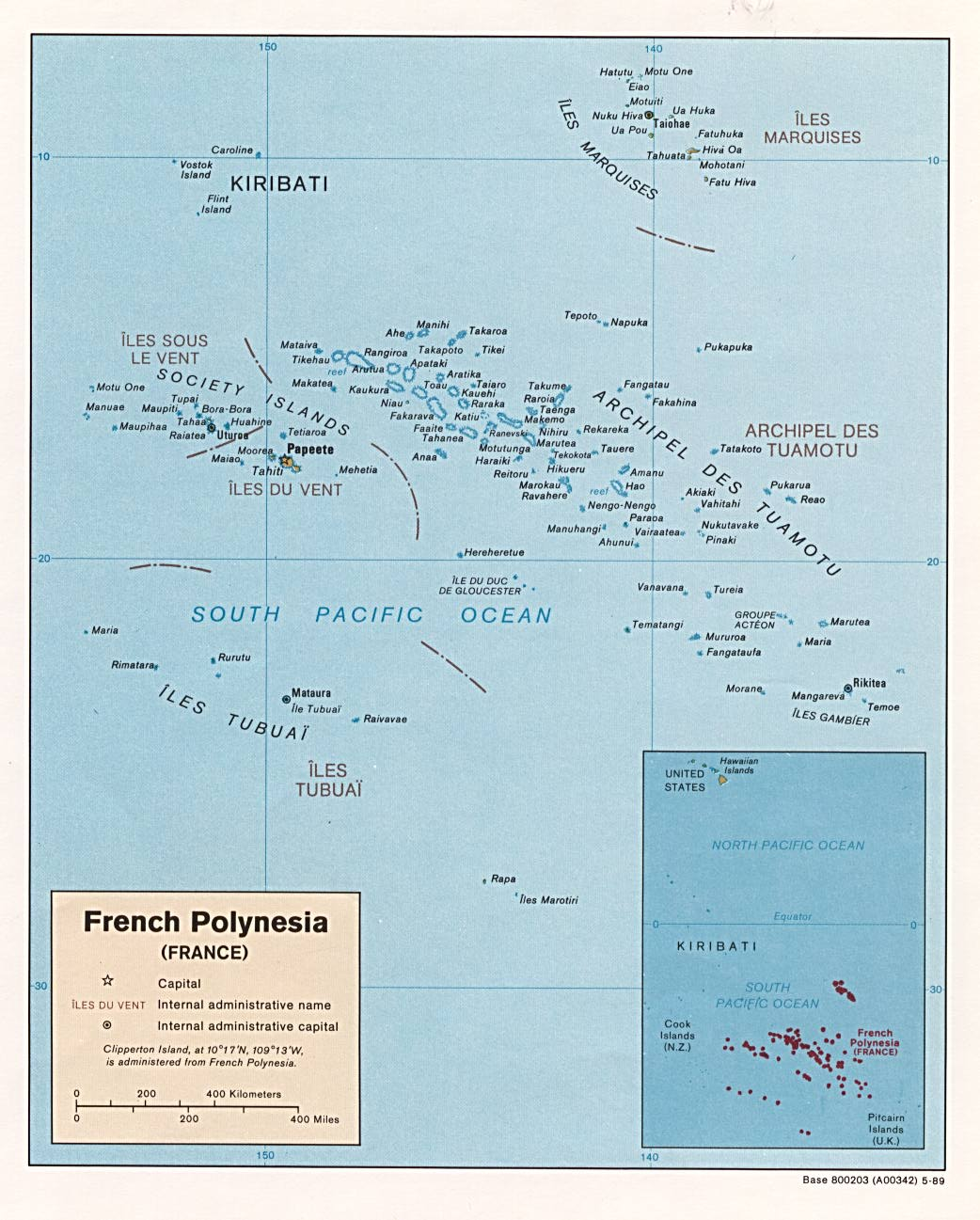
Mappa della Polinesia Francese, con in basso la sua posizione rispetto alle Hawaii

### Taitoko: lo tsunami in Micronesia
L'ondata diretta più propriamente verso sud mancò le Hawaii, dirigendosi invece verso la Micronesia e in particolare verso la Polinesia francese, investendo alcune ore più tardi le Isole Marchesi. A differenza delle Hawaii, protette da numerosi reef corallini, le isole micronesiane teoricamente dovevano subire maggiori danni dalle onde anomale, avvantaggiate dalle valli molto strette prospicienti alla costa presenti su molte di esse, che teoricamente avrebbero potuto innalzare a dismisura il livello dello tsunami. Così infatti fu: moltissime isole furono investite da onde alte almeno 15 m, con un picco di 19 m registrato a Ua Pou. Anche la penetrazione delle onde fu estrema: data l'elevazione generalmente bassa delle isole, in molti casi l'onda poté risalire nell'entroterra per centinaia di metri, toccando anche il chilometro a Nuku Hiva.
Molti villaggi micronesiani furono distrutti, ma vennero registrate solo due vittime dell'onda. Nella società delle Isole Marchesi infatti gli tsunami erano ben noti, tanto da possedere un vocabolo proprio, taitoko. Dall'arrivo degli europei nel XIX secolo non si era registrato nella zona nessun evento del genere, ma evidentemente doveva essere accaduto qualcosa di simile nei secoli precedenti, poiché i locali avevano ben presente il pericolo delle onde anomale, tramandato dalla tradizione orale. Era quindi uso in molti villaggi che gli anziani vegliassero la costa proprio per evitare che un disastro potesse colpire senza preavviso. Ciò nel 1946 permise alle popolazioni delle isole di fuggire in tempo e di non subire grandi perdite; le uniche due vittime registrate furono una madre e il suo bambino nel villaggio di Tahauku sull'isola di Hiva Oa, attardatisi al villaggio abbandonato e per questo sorpresi dall'onda che non lasciò loro scampo.
Una volta passate le isole Marchesi, l'onda raggiunse anche le isole Australi, sempre comprese nella Polinesia Francese, dove tuttavia non si registrarono danni significativi.

### Resto del Pacifico e Sudamerica
Dopo molte ore, l'onda meridionale raggiunse anche le sperdute isole Pitcairn. Sull'isola di Pitcairn propriamente detta lo tsunami, che aveva perso parte della sua potenza, riuscì comunque a raggiungere circa 6 m di altezza per la mancanza di reef, infrangendosi tuttavia sulle alte scogliere dell'isola senza provocare danni. Più importanti invece gli effetti avuti sull'isola di Pasqua, dove l'onda si elevò per quasi 8 m e risalì nell'entroterra fino anche a 200 m, danneggiando numerose imbarcazioni.
Passato quasi un giorno intero dal terremoto e dallo tsunami, all'una di notte del 2 aprile l'onda raggiunse l'arcipelago Juan Fernandez, a 670 km dalle coste del Cile, dove arrivò a 3 m di elevazione. Nel Sudamerica continentale, anche la città cilena di Valparaiso fu colpita, ma l'onda, ormai molto indebolita, riuscì solo a danneggiare alcune barche. Dopo alcune altre ore, i rimasugli dell'onda toccarono anche le coste dell'Antartide, distruggendo alcuni banchi di ghiaccio sulle isole Argentine.

## Conseguenze
Quando occorse il terremoto, la seconda guerra mondiale era terminata da meno di un anno. Le attenzioni degli Stati Uniti d'America erano ancora concentrate sulle conseguenze del conflitto, soprattutto col crescente antagonismo con l'Unione Sovietica e in secondo luogo col riconvertire l'economia di guerra in un'economia civile. Le Hawaii in particolare si stavano ancora riprendendo dagli attacchi condotti dai giapponesi nel corso del conflitto, e la prevenzione e la risposta ai disastri naturali si dimostrarono più che inadeguate.
Una conseguenza positiva del terremoto delle Aleutine fu di incrementare l'interesse degli scienziati per i fenomeni estremi, soprattutto per il metodo di propagazione delle onde anomale. Le discrepanze riscontrate in occasione dello tsunami delle Hawaii portarono a riconoscere diversi fattori che potevano influire sull'evoluzione delle onde, come l'orientamento rispetto all'origine dello tsunami, la conformazione del litorale e la presenza di reef.
La distruttività del terremoto delle Aleutine e poi del conseguente tsunami turbarono enormemente l'opinione pubblica, che chiese quindi un'adeguata risposta da parte delle autorità. Nel 1949 allora, a tre anni dal disastro, fu inaugurato il Pacific Tsunami Warning Center, un sistema di rilevamento assai più capillare per rilevare gli tsunami nell'oceano Pacifico ed emettere quindi allarmi e ordini di evacuazione in tempo utile.